# جيريمايا ويلز
جيريمايا ويلز (بالإنجليزية: Jeremiah Wells؛ مواليد 30 أكتوبر 1986) هو مُقاتل فنون قتالية مختلطة أمريكي.

## وصلات خارجية
- جيريمايا ويلز على موقع يو إف سي (الإنجليزية)
- جيريمايا ويلز على موقع شيردوغ (الإنجليزية)
- جيريمايا ويلز على موقع Tapology.com (الإنجليزية)